# South of the Border
South of the Border är en dokumentärfilm från 2009 av den amerikanske filmregissören Oliver Stone. Filmen behandlar bland annat Venezuelas president Hugo Chávez, den bolivarianska revolutionen och Sydamerikas politiska utveckling under 2000-talet. Filmen premiärvisades på Filmfestivalen i Venedig i september 2009.